# 137-я стрелковая дивизия
137-я стрелковая дивизия — стрелковое соединение (стрелковая дивизия) РККА ВС Союза ССР до, во время и после окончания Великой Отечественной войны.
Наименование формирования:
- полное действительное, по окончании Великой Отечественной войны — 137-я стрелковая Бобруйская ордена Суворова дивизия;
- сокращённое действительное, применяемое в документах — 137 сд.

## История
Соединение стрелков сформировано в 1939 году в Горьковской области РСФСР (Арзамас) на базе 51-го Иваново-Вознесенского полка 17-й Нижегородской стрелковой дивизии имени ЦИК БССР. Полки дивизии формировались в Арзамасе, Сормове, и Чебоксарах
На 22 июня 1941 года дивизия постоянно дислоцировалась в Горьком и входила в состав 20-го стрелкового корпуса 20-й армии. Она находилась в летнем Гороховецком лагере. 26 июня 1941 года дивизия началась переброска в район Орши, куда первые эшелоны соединения прибыли 29 июня 1941 года.
В течение нескольких дней дивизия (не в полном составе) стояла невостребованной под Оршей, и только в начале июля 1941 года была передана в распоряжение 13-й армии, получила приказ занять оборону от Понизовья (южнее Орши) и далее на юг по Днепру на фронте, протяжённостью двадцать километров. Дивизия была без двух батальонов 624-го полка и 409-го полка, выгрузившегося в Кричеве и впоследствии вошедшего в состав 7-й воздушно-десантной бригады, уничтоженного при бомбардировке зенитного артиллерийского дивизиона, не добравшегося до пункта назначения медсанбата, и, как много других частей, без сапёрного батальона, отправленного на строительство оборонительных рубежей ещё весной.
8 июля 1941 года была снята с позиций, и направлена в район села Сухари восточнее Могилёва, заняла оборону по реке Реста. 11 июля 1941 года была маршем направлена на рубеж Дубровка — Волковичи — Усушек, с целью ликвидации плацдармов на Днепре. 13 июля 1941 года участвует в встречном бою в районе Середина Буды, с 14 июля 1941 года отходит в направлении Чаус, была окружена, к 18 июля 1941 года переправилась через реку Проня севернее города Пропойска, в течение 19—20 июля 1941 года прорывалась через занятое врагом Варшавское шоссе, частично вышла из окружения, собравшись на берегу реки Сож. 24 июля 1941 года получила остатки личного состава 132-й и 143-й стрелковых дивизий.
07.08.1941 года переброшена под Кричев, где участвовала в наступлении, 09.08.1941 года попала под удар 2-й танковой группы из района западнее Рославля, была окружена. С потерями вышла из окружения и встала на обороне города Трубчевск. С 31.08.1941 года ведёт бои за Трубчевск, с 02.09.1941 участвует в Рославльско-Новозыбковской наступательной операции Брянского фронта, вышла на реку Судость, заняла оборону между городами городами Почеп и Погар.
Держала оборону на указанном рубеже до начала октября 1941 года, была окружена, 07.10.1941 года снялась с рубежей, начала отход восточней, 09.10.1941 года переправилась через Десну. Пробивалась из окружения вплоть до ноября 1941 года. 30.10.1941 года первые подразделения вышли в район Щигры. Через несколько дней остатки дивизии были направлены в Елец на отдых и пополнение. К тому времени в дивизии оставалось 806 активных штыков. 05.11.1941 года переброшена в Ефремов, с задачей занять оборону по реке Красивая Меча, с 14 по 29.11.1941 года вела бои на подступах к городу Ефремов. С 12.12.1941 года в наступлении в ходе Елецкой наступательной операции. К концу декабря 1941 дивизия вышла на подступы к Мценску, имея в составе менее 1500 активных штыков. С 28.12.1941 года вела бои на рубеже реки Зуша и в районе Спасское-Лутовиново. 20.03.1942 года была выведена в резерв в район станции Чернь.
C 28.04.1942 года участвует в безуспешном штурме Мценска. В течение 1942 года держала оборону в том же районе. С 02.02.1943 по 17.02.1943 года в наступлении.
С 23 июля 1943 года принимала участие в Орловской стратегической наступательной операции с задачей форсировать реку Неручь и овладеть станцией Змиевка.
Перед началом наступления дивизия была усилена следующими частями: 20-я артиллерийская бригада, 45-й отдельный танковый полк, 37-й миномётный полк реактивной артиллерии, 38-й истребительно-противотанковый артиллерийский полк и три миномётных полка.
К 05.08.1943 года вышла к реке Ока в районе города Кромы. С 26.08.1943 года в наступлении в общем направлении на Гомель. 08.09.1943 года форсировала Десну, до 17.09.1943 года удерживала плацдарм, затем перешла в наступление. В начале октября 1943 года переброшена юго-западнее Гомеля на рубеж реки Сож, где с 10.10.1943 года вела бои за плацдарм. С 07.11.1943 года участвует в общем наступлении на Речицы, к 28.11.1943 форсировала Березину у её устья, расширила плацдарм в условиях болотистой местности, 04.12.1943 года вышла на железную дорогу Жлобин — Калинковичи, вела там бои до 15.12.1943 года, когда была заменена на рубеже 4-й стрелковой дивизией.
С конца апреля 1944 года дислоцируется в районе Рогачёва во втором эшелоне. С 27 июня 1944 года принимает участие в Белорусской стратегической наступательной операции, в числе других приняла участие в освобождении Бобруйска.
21 июля 1944 года, совершила марш-обход и перерезала шоссе Нарев — Бельск, окружив группировку врага и освободив город Бельск.
С 08.08.1944 в наступлении до 21.08.1944 года, когда дивизия была выведена во второй эшелон на отдых и пополнение, но вновь 22.08.1944 года была брошена в наступление. 28.08.1944 года северо-восточнее города Острув-Мазовецки дивизия вышла на государственную границу СССР и 30.08.1944 года выведена в резерв. С 04.09.1944 года — в оборонительных боях за Ружанский плацдарм, с 21.10.1944 года до середины ноября 1944 года — в наступательных и встречных боях по расширению плацдарма. В конце ноября 1944 выведена на отдых и пополнение.
С 19.01.1945 года в наступлении, участвуя в Восточно-Прусской операции. 25.01.1945 года овладела городом Мюльхаузен.

## В составе
| Дата            | Фронт (округ)            | Армия      | Корпус                 | Примечания                                                    |
| --------------- | ------------------------ | ---------- | ---------------------- | ------------------------------------------------------------- |
| 22.06.1941 года | Московский военный округ | 20-я армия | 20-й стрелковый корпус | -                                                             |
| 01.07.1941 года | Московский военный округ | 20-я армия | 20-й стрелковый корпус | с 25.06.1941 — в составе Группы армий резерва Ставки ВГК      |
| 10.07.1941 года | Западный фронт           | 13-я армия | 20-й стрелковый корпус | в начале июля 1941 входила в состав 61-го стрелкового корпуса |
| 01.08.1941 года | Западный фронт           | 13-я армия | 45-й стрелковый корпус | -                                                             |
| 01.09.1941 года | Брянский фронт           | 3-я армия  | -                      | -                                                             |
| 01.10.1941 года | Брянский фронт           | 3-я армия  | -                      | -                                                             |
| 01.11.1941 года | Брянский фронт           | 3-я армия  | -                      | -                                                             |
| 01.12.1941 года | Юго-Западный фронт       | 3-я армия  | -                      | -                                                             |
| 01.01.1942 года | Брянский фронт           | 3-я армия  | -                      | -                                                             |
| 01.02.1942 года | Брянский фронт           | 3-я армия  | -                      | -                                                             |
| 01.03.1942 года | Брянский фронт           | 3-я армия  | -                      | -                                                             |
| 01.04.1942 года | Брянский фронт           | 3-я армия  | -                      | -                                                             |
| 01.05.1942 года | Брянский фронт           | 3-я армия  | -                      | -                                                             |
| 01.06.1942 года | Брянский фронт           | 3-я армия  | -                      | -                                                             |
| 01.07.1942 года | Брянский фронт           | 3-я армия  | -                      | -                                                             |
| 01.08.1942 года | Брянский фронт           | 3-я армия  | -                      | -                                                             |
| 01.09.1942 года | Брянский фронт           | 3-я армия  | -                      | -                                                             |
| 01.10.1942 года | Брянский фронт           | 3-я армия  | -                      | -                                                             |
| 01.11.1942 года | Брянский фронт           | 3-я армия  | -                      | -                                                             |
| 01.12.1942 года | Брянский фронт           | 3-я армия  | -                      | -                                                             |
| 01.01.1943 года | Брянский фронт           | 3-я армия  | -                      | -                                                             |
| 01.02.1943 года | Брянский фронт           | -          | -                      | -                                                             |
| 01.03.1943 года | Брянский фронт           | 48-я армия | -                      | -                                                             |
| 01.04.1943 года | Центральный фронт        | 48-я армия | -                      | -                                                             |
| 01.05.1943 года | Центральный фронт        | 48-я армия | -                      | -                                                             |
| 01.06.1943 года | Центральный фронт        | 48-я армия | -                      | -                                                             |
| 01.07.1943 года | Центральный фронт        | 48-я армия | -                      | -                                                             |
| 01.08.1943 года | Центральный фронт        | 48-я армия | -                      | -                                                             |
| 01.09.1943 года | Центральный фронт        | 48-я армия | -                      | -                                                             |
| 01.10.1943 года | Центральный фронт        | 48-я армия | -                      | -                                                             |
| 01.11.1943 года | Белорусский фронт        | 48-я армия | -                      | -                                                             |
| 01.12.1943 года | Белорусский фронт        | 48-я армия | -                      | -                                                             |
| 01.01.1944 года | Белорусский фронт        | 48-я армия | 29-й стрелковый корпус | -                                                             |
| 01.02.1944 года | Белорусский фронт        | 48-я армия | 42-й стрелковый корпус | -                                                             |
| 01.03.1944 года | 1-й Белорусский фронт    | 48-я армия | 42-й стрелковый корпус | -                                                             |
| 01.04.1944 года | 1-й Белорусский фронт    | 48-я армия | 42-й стрелковый корпус | (05-23.04.1944 — в составе Западного фронта)                  |
| 01.05.1944 года | 1-й Белорусский фронт    | 48-я армия | 42-й стрелковый корпус | -                                                             |
| 01.06.1944 года | 1-й Белорусский фронт    | 48-я армия | 42-й стрелковый корпус | -                                                             |
| 01.07.1944 года | 1-й Белорусский фронт    | 48-я армия | 42-й стрелковый корпус | -                                                             |
| 01.08.1944 года | 1-й Белорусский фронт    | 48-я армия | 42-й стрелковый корпус | -                                                             |
| 01.09.1944 года | 1-й Белорусский фронт    | 48-я армия | 42-й стрелковый корпус | -                                                             |
| 01.10.1944 года | 2-й Белорусский фронт    | 48-я армия | 42-й стрелковый корпус | -                                                             |
| 01.11.1944 года | 2-й Белорусский фронт    | 48-я армия | 42-й стрелковый корпус | -                                                             |
| 01.12.1944 года | 2-й Белорусский фронт    | 48-я армия | 42-й стрелковый корпус | -                                                             |
| 01.01.1945 года | 2-й Белорусский фронт    | 48-я армия | 42-й стрелковый корпус | -                                                             |
| 01.02.1945 года | 2-й Белорусский фронт    | 48-я армия | 42-й стрелковый корпус | -                                                             |
| 01.03.1945 года | 3-й Белорусский фронт    | 48-я армия | 42-й стрелковый корпус | -                                                             |
| 01.04.1945 года | 3-й Белорусский фронт    | 48-я армия | 42-й стрелковый корпус | -                                                             |
| 01.05.1945 года | 3-й Белорусский фронт    | 48-я армия | 42-й стрелковый корпус | -                                                             |

## Состав
- управление (службы, штаб, отделы и отделения)
- 409-й ордена Кутузова стрелковый полк
- 624-й ордена Кутузова стрелковый полк
- 771-й стрелковый полк
- 497-й гаубичный артиллерийский полк (до 9.11.1941)
- 17-й артиллерийский полк (с 3.11.1941)
- 278-й лёгкий артиллерийский полк (до 31.8.1941)
- 238-й отдельный истребительно-противотанковый дивизион
- 176-я отдельная разведывательная рота.
- 162-й отдельный сапёрный батальон
- 246-й отдельный ордена Кутузова батальон связи (122-я отдельная рота связи)
- 179-й медико-санитарный батальон
- 142-я отдельная рота химический защиты
- 81-я автотранспортная рота (198-й автотранспортный батальон)
- 162-я полевая хлебопекарня
- 26-й дивизионный ветеринарный лазарет
- 85-я полевая почтовая станция
- 371-я полевая касса Госбанка

## Командиры
- Данилов, Сергей Евлампиевич
- Гришин, Иван Тихонович (25.10.1940 — 17.03.1942), полковник, с 3.05.1942 генерал-майор
- Владимирский, Алексей Викторович (18.03.1942 — 11.05.1942), полковник
- Коновалов, Василий Андреевич (12.05.1942 — 16.06.1942), подполковник
- Волович, Михаил Григорьевич (17.06.1942 — 29.08.1943), полковник
- Алфёров, Алексей Иванович (30.08.1943 — 19.12.1943), полковник, генерал-майор
- Гордиенко, Арсений Игнатьевич (20.12.1943 — 23.12.1943) полковник
- Смирнов, Николай Васильевич (24.12.1943 — 21.01.1944), полковник
- Тарасов, Сергей Михайлович (22.01.1944 — 02.04.1944), полковник
- Жабрев, Фёдор Никитич (03.04.1944 — 13.11.1944), генерал-майор
- Петкевич, Бронислав Михайлович (29.11.1944 — 08.01.1945), полковник
- Серебров, Михаил Павлович (09.01.1945 — 09.05.1945), полковник

## Награды и наименования
| Награда (наименование)             | Дата                                                              | За что награждена |
| ---------------------------------- | ----------------------------------------------------------------- | --- |
| Почётное наименование «Бобруйская» | Приказ Верховного Главнокомандующего № 181, от 06 июля 1944 года. | за отличие в боях за освобождение Бобруйска. |
| Орден Суворова II степени          | Указ Президиума Верховного Совета СССР, от 5 апреля 1945 года.    | За образцовое выполнение заданий командования в боях при прорыве к побережью Данцигской бухты и овладении городами Мюльхаузен, Мариенбург, Штум, Толькемит и проявленные при этом доблесть и мужество. |

Награды частей дивизии:
- 409-й ордена Кутузова[2] стрелковый полк
- 624-й ордена Кутузова[2] стрелковый полк

## Отличившиеся воины дивизии
| Награда | Ф.И.О                             | Должность                                                       | Звание            | Дата награждения | Примечания |
| ------- | --------------------------------- | --------------------------------------------------------------- | ----------------- | ---------------- | --- |
|         | Бобров, Иван Яковлевич            | командир роты 409-го стрелкового полка                          | старший лейтенант | 15.01.1944       | посмертно |
|         | Клишин, Яков Васильевич           | сапёр 162-го отдельного сапёрного батальона                     | ефрейтор          | 29.06.1945       | |
|         | Лебедев, Николай Афанасьевич      | командир разведгруппы 176-й разведывательной роты               | старшина          | 24.03.1945       | |
|         | Нсанбаев, Боран                   | миномётчик 1-й миномётной роты 771-го стрелкового полка         | красноармеец      | 23.09.1943       | посмертно: обвязавшись гранатами, подорвал дзот, уничтожив 28 солдат противника |
|         | Одинец, Пётр Трофимович           | командир орудия 17-го артиллерийского полка                     | старшина          | 18.11.1944       | остался один у орудия на плацдарме, отражал атаки в течение 5 часов |
|         | Сабиров, Файздрахман Ахмедзянович | командир стрелкового батальона 409-го стрелкового полка,        | капитан           | 19.04.1945       | командуя батальоном, будучи тяжелораненым, неоднократно вызывал на себя огонь гвардейских миномётов Катюш БМ-8-48 |
|         | Селезнёв, Георгий Никитович       | командир отделения 2-й стрелковой роты 409-го стрелкового полка | старший сержант   | 19.04.1945       | Погиб в бою 9 марта 1945 года |
|         | Сириченко, Николай Трофимович     | командир батареи 624-го стрелкового полка                       | лейтенант         | 06.05.1944       | |
|         | Спивак, Моисей Лейвикович         | адъютант командира 409-го стрелкового полка                     | лейтенант         | 27.08.1943       | посмертно: во главе батальона на плечах противника форсировал реку и захватил плацдарм, который удерживал до подхода главных сил полка. Захватил ручной пулемёт, огнём из которого отразил три вражеские контратаки, уничтожив около 20 солдат врага. |
|         | Степанов, Олег Николаевич         | командир взвода 1-й стрелковой роты 624-го стрелкового полка    | лейтенант         | 23.09.1943       | посмертно |
|         | Шамаев, Павел Степанович          | помощник командира взвода 409-го стрелкового полка              | старший сержант   | 19.04.1945       | |
|         | Шилков, Анфилофий Петрович        | командир орудия 624-го стрелкового полка                        | старший сержант   | 06.05.1944       | заменил раненого Сириченко Н. Т. |
|         | Шумаков, Яков Сергеевич           | наводчик в расчёте орудия П. Т. Одинеца                         | старший сержант   | 18.11.1944       | посмертно |

## Интересные факты
- В дивизии воевал один из немногих кубинцев, участвовавший в Великой Отечественной войне, Энрике Вилар, лейтенант, командир взвода 409-го полка. Погиб 30 января 1945 года в Восточной Пруссии, посмертно награждён Орденом Отечественной войны 1 степени.
- В связи с тем, что дивизия много воевала среди болот при полном отсутствии дорог, военнослужащие в шутку присвоили родной дивизии наименование «Болотная», а поскольку дивизии на лето 1944 года не доводилось принимать участие в непосредственных боях за большие города, все почётные наименования доставались соседям, то бойцы называли свою дивизию так: Околорловская, Мимогомельская, Черезречицкая.

## Люди связанные с дивизией
- Романенко, Павел Степанович — с октября по ноябрь 1941 года служил начальником оперативного отделения дивизии. Впоследствии, советский военачальник, полковник.